# Bitwa pod Szczekocinami

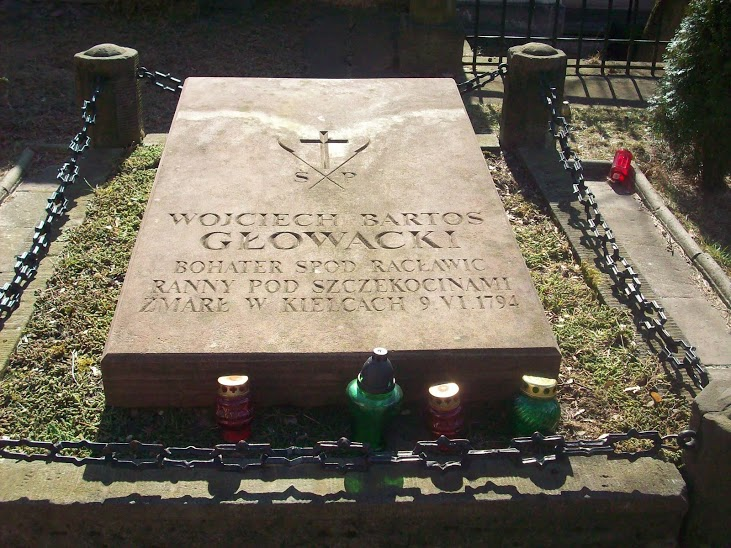
Nagrobek Bartosza Głowackiego w Kielcach, kosyniera śmiertelnie rannego w bitwie pod Szczekocinami

Bitwa pod Szczekocinami – jedna z bitew insurekcji kościuszkowskiej, stoczona 6 czerwca 1794 roku pod Szczekocinami przez wojska polskie  przeciwko połączonym armiom państw zaborczych Rosji i Prus.

## Siły stron
W dniu bitwy wojska polskie dowodzone przez gen. Tadeusza Kościuszkę liczyły około 15 tys. żołnierzy w 16 batalionach i 47 szwadronach i miały na wyposażeniu 33 działa. W armii tej służyło 6000 kosynierów, 3500 kawalerzystów i 5500 żołnierzy piechoty regularnej
Przeciw nim pod Szczekocinami stanęły dwie zaborcze armie. Armia pruska dowodzona przez gen. Franza Favrata, licząca około 18 tys. żołnierzy w 18 batalionach i 27 szwadronach i mająca do dyspozycji 64 działa oraz armia rosyjska dowodzona gen. Fiodora Denisowa, licząca około 9 tys. żołnierzy w 13 batalionach i 34 szwadronach i mająca na wyposażeniu 70 dział. Obie armie liczyły 27 tysięcy ludzi, w tym 20 000 żołnierzy piechoty, 6500 kawalerzystów i 134 działa. Dowodził nimi król Prus Fryderyk Wilhelm II.
Widząc dysproporcję sił, generałowie Adam Poniński i Eustachy Sanguszko doradzali gen. Tadeuszowi Kościuszce, głównodowodzącemu wojsk polskich odwrót, on jednak w obawie o powstałe zamieszanie nie skorzystał z ich rady.

## Przebieg bitwy
Prawym skrzydłem polskiej piechoty dowodził gen. mjr Adam Poniński, a jazdy gen. Antoni Józef Madaliński, lewym skrzydłem piechoty – gen. mjr Jan Grochowski, a jazdy – książę Eustachy Sanguszko. Centrum, którego trzon stanowiły dwa regimenty piechoty oraz kosynierzy, zawiadywał osobiście Naczelnik Tadeusz Kościuszko. Plan działania Prusaków, nakreślony przez gen. Johanna Jacoba Pistora, opierał się na wykorzystaniu miażdżącej przewagi w artylerii.
Zaborcy uszykowali się do bitwy tak, że Rosjanie (Denisow, Rachmanow, Apraksin i Chruszczow) tworzyli lewe skrzydło, Prusacy zaś (Fryderyk Wilhelm II, Favrat, Elsner, książę Eugeniusz Wirtemberski i Kleist) prawe.
Po kilku godzinach krwawych walk bitwa zakończyła się klęską wojsk polskich. Poległo lub zostało rannych około 1200 żołnierzy polskich, 500 dostało się do niewoli, utraconych zostało też 8 dział i kilka wozów z amunicją. Zginęło 20 oficerów, wśród których byli generałowie: Józef Wodzicki i Jan Grochowski. Lekko ranny został gen. Kościuszko i gen. Madaliński, natomiast śmiertelne rany otrzymał słynny chorąży grenadierów krakowskich Bartosz Głowacki. Sukcesem okazał się dość sprawny odwrót wykonany pod osłoną kosynierów, w czasie którego udało się nawet ewakuować 346 rannych. Próba pościgu w wykonaniu jazdy rosyjskiej została skutecznie powstrzymana w rejonie Słupi intensywnym ogniem piechoty polskiej. Pobite wojska polskie wycofały się przez: Oksę, Małogoszcz, Chęciny, w rejon Kielc.  
Bitwa miała wielkie znaczenie dla upadku morale powstańców; przykładowo, chorąży Stanisław Świstacki, bohater spod Racławic, załamał się i zdezerterował, oznaczała też odcięcie województw krakowskiego i sandomierskiego, a sam Kraków jak się okazało, upadł niespodziewanie szybko. Ponadto po klęsce pod Szczekocinami inicjatywa operacyjna przeszła w ręce armii Prus i Rosji, a Austria zaprzestała nawet udawania dotychczasowej neutralności.

## Upamiętnienie
Uczestników bitwy pod Szczekocinami upamiętniają trzy kopce, jeden w Chebdziu i dwa w Wywle:
- Kopiec Kosynierów
- Kopiec Kościuszki
- Kopiec Prusaków